# Lista de prefeitos de Itaocara
Esta é a lista de prefeitos da cidade de Itaocara, estado brasileiro do Rio de Janeiro.
| Nº | Nome                                | Imagem | Partido               | Início do mandato       | Fim do mandato                          | Observações                                                         |
| 1  | João José de Sá                     |        | PR                    | 28 de outubro de 1890   | 13 de dezembro de 1891                  | Intendente nomeado                                                  |
| 2  | José Joaquim da Cruz Braga          |        | PR                    | 14 de dezembro de 1891  | 5 de março de 1892                      | Intendente nomeado                                                  |
| 3  | José Ferreira Guimarães             |        | PRT                   | 6 de março de 1892      | 27 de fevereiro de 1894                 | Presidente da Câmara municipal                                      |
| 4  | João Francisco de Aguiar            |        | PRT                   | 28 de fevereiro de 1894 | 31 de dezembro de 1897                  | Presidente da Câmara municipal                                      |
| 5  | Constantino Martins Lontra          |        | PMR                   | 1° de janeiro de 1898   | 31 de dezembro de 1900                  | Presidente da Câmara municipal                                      |
| 6  | Eduardo Scisínio de Araújo          |        | PRT                   | 1° de janeiro de 1901   | 31 de dezembro de 1903                  | Presidente da Câmara municipal                                      |
| 7  | Antônio Alves Pitta de Castro       |        | PMR                   | 1° de janeiro de 1904   | 19 de janeiro de 1910                   | Presidente da Câmara municipal                                      |
| —  | Clemente Pereira de Carvalho        |        | PMR                   | 20 de janeiro de 1910   | 16 de julho de 1910                     | Substituto                                                          |
| —  | Amaury Guimarães                    |        | PMR                   | 17 de julho de 1910     | 2 de fevereiro de 1911                  | Substituto                                                          |
| 8  | Francisco Portela                   |        | PRT                   | 3 de fevereiro de 1911  | 31 de dezembro de 1914                  | Presidente da Câmara municipal                                      |
| 9  | Raul de Carvalho                    |        | PMR                   | 1° de janeiro de 1915   | 26 de dezembro de 1916                  | Presidente da Câmara municipal                                      |
| 10 | João Francisco Ramos                |        | PRT                   | 27 de dezembro de 1916  | 22 de junho de 1918                     | Presidente da Câmara municipal                                      |
| 11 | José Dias                           |        | PMR                   | 23 de junho de 1918     | 31 de dezembro de 1921                  | Presidente da Câmara municipal                                      |
| 12 | Antônio da Silva Pinto              |        | PAN                   | 1° de janeiro de 1922   | 31 de dezembro de 1922                  | Prefeito eleito                                                     |
| —  | Carlos de Faria Souto               |        | PAN                   | 1° de janeiro de 1923   | 28 de agosto de 1923                    | Tomou posse mas não exerceu o mandato                               |
| 13 | Tiago Campbell                      |        | UDC                   | 29 de agosto de 1923    | 16 de dezembro de 1924                  | Interventor                                                         |
| 14 | Jonathas Pedrosa Filho              |        | PAN                   | 17 de dezembro de 1924  | 30 de dezembro de 1924                  | Interventor                                                         |
| 15 | Nicolau Mary                        |        | UDC                   | 31 de dezembro de 1924  | 2 de julho de 1925                      | Interventor                                                         |
| 16 | Ataliba de Souza Marinho            |        | PAN                   | 3 de julho de 1925      | 18 de junho de 1926                     | Interventor                                                         |
| —  | João Gomes da Silva                 |        | UDC                   | 19 de junho de 1926     | 10 de março de 1927                     | Interino                                                            |
| 17 | Pedro Joaquim da Cunha              |        | PAN                   | 11 de março de 1927     | 31 de dezembro de 1929                  | Prefeito eleito                                                     |
| 18 | Alfredo de Souza Figueiredo         |        | PAN                   | 1° de janeiro de 1930   | 19 de novembro de 1930                  | Prefeito eleito                                                     |
| 19 | José Cortes Júnior                  |        | UDC                   | 20 de novembro de 1930  | 8 de agosto de 1931                     | Prefeito eleito                                                     |
| 20 | Antônio Augusto Vellasco            |        | UDC                   | 9 de agosto de 1931     | 22 de fevereiro de 1932                 | Interventor                                                         |
| 21 | João Paulino de Siqueira Campos     |        | UDC                   | 23 de fevereiro de 1932 | 6 de abril de 1935                      | Interventor                                                         |
| 22 | Alcebíades de Carvalho Gama         |        | PAN                   | 7 de abril de 1935      | 4 de março de 1936                      | Prefeito eleito                                                     |
| —  | Luiz Py de Azevedo                  |        | PRD                   | 5 de março de 1936      | 6 de abril de 1936                      | Prefeito em comissão                                                |
| 23 | Joaquim Ramos Pereira               |        | PRD                   | 7 de abril de 1936      | 26 de junho de 1936                     | Prefeito eleito                                                     |
| 24 | Alcebíades de Carvalho Gama         |        | PAN                   | 27 de junho de 1936     | 14 de novembro de 1937                  | Prefeito eleito                                                     |
| 25 | Carlos Moacyr de Faria Souto        |        | PRD                   | 15 de novembro de 1937  | 31 de outubro de 1945                   | Interventor                                                         |
| 26 | Ivo Pereira Soares                  |        | PRD                   | 1° de novembro de 1945  | 28 de fevereiro de 1946                 | Interventor                                                         |
| 27 | Carlos Moacyr de Faria Souto        |        | PSD                   | 1° de março de 1946     | 16 de junho de 1946                     | Prefeito eleito                                                     |
| 28 | Eduardo Scisínio Dias               |        | PTB                   | 17 de junho de 1946     | 4 de outubro de 1946                    | Prefeito eleito                                                     |
| 29 | José Couto do Nascimento            |        | PSD                   | 5 de outubro de 1946    | 28 de abril de 1947                     | Interventor                                                         |
| 30 | Jayme Queiroz de Souza              |        | PSD                   | 29 de abril de 1947     | 30 de janeiro de 1948                   | Prefeito eleito em sufrágio universal                               |
| 31 | Péricles Corrêa da Rocha            |        | UDN                   | 31 de janeiro de 1948   | 10 de maio de 1949                      | Prefeito eleito em sufrágio universal                               |
| —  | Ataliba de Souza Marinho            |        | PSD                   | 11 de maio de 1949      | 26 de agosto de 1949                    | Substituto                                                          |
| 32 | Péricles Corrêa da Rocha            |        | UDN                   | 27 de agosto de 1949    | 30 de janeiro de 1951                   | Prefeito eleito em sufrágio universal                               |
| 33 | Elias de Carvalho Gama              |        | UDN                   | 31 de janeiro de 1951   | 30 de janeiro de 1956                   | Prefeito eleito em sufrágio universal                               |
| 34 | Genésio Maurício de Aguiar          |        | UDN                   | 31 de janeiro de 1956   | 30 de janeiro de 1958                   | Prefeito eleito em sufrágio universal                               |
| 35 | Otílio Pontes                       |        | UDN                   | 31 de janeiro de 1958   | 30 de janeiro de 1959                   | Prefeito eleito em sufrágio universal                               |
| 36 | Johenir Henriques Viégas            |        | UDN                   | 31 de janeiro de 1959   | 30 de janeiro de 1962                   | Prefeito eleito em sufrágio universal                               |
| 37 | Augusto José Pires                  |        | PSD                   | 31 de janeiro de 1962   | 30 de janeiro de 1963                   | Prefeito eleito em sufrágio universal                               |
| 38 | Álvaro dos Santos Pinheiro          |        | PTB                   | 31 de janeiro de 1963   | 7 de abril de 1965                      | Prefeito eleito em sufrágio universal                               |
| —  | Carlos Gomes Figueiredo de Siqueira |        | PSD                   | 8 de abril de 1965      | 21 de junho de 1965                     | Substituto                                                          |
| 39 | Álvaro dos Santos Pinheiro          |        | PTB                   | 22 de junho de 1965     | 13 de março de 1967                     | Prefeito eleito em sufrágio universal                               |
| 40 | Genésio Maurício de Aguiar          |        | ARENA                 | 14 de março de 1967     | 13 de novembro de 1971                  | Interventor                                                         |
| 41 | Paulo Mozart Almeida                |        | ARENA                 | 14 de novembro de 1971  | 30 de janeiro de 1973                   | Interventor                                                         |
| 42 | Carlos Moacyr de Faria Souto        |        | ARENA                 | 31 de janeiro de 1973   | 31 de janeiro de 1977                   | Prefeito eleito em sufrágio universal                               |
| 43 | Joaquim Soares Monteiro             |        | ARENA                 | 1° de fevereiro de 1977 | 31 de janeiro de 1983                   | Prefeito eleito em sufrágio universal                               |
| 44 | José Romar da Silva Lessa           |        | PMDB                  | 1° de fevereiro de 1983 | 31 de dezembro de 1988                  | Prefeito eleito em sufrágio universal                               |
| 45 | Robério Ferreira da Silva           |        | PL                    | 1º de janeiro de 1989   | 31 de dezembro de 1992                  | Prefeito eleito em sufrágio universal                               |
| 46 | José Romar da Silva Lessa           |        | PMDB                  | 1º de janeiro de 1993   | 31 de dezembro de 1996                  | Prefeito eleito em sufrágio universal                               |
| 47 | Robério Ferreira da Silva           |        | PL                    | 1º de janeiro de 1997   | 31 de dezembro de 2000                  | Prefeito eleito em sufrágio universal                               |
| 48 | Manoel Queiroz Faria                |        | PPB                   | 1º de janeiro de 2001   | 31 de dezembro de 2004                  | Prefeito eleito em sufrágio universal                               |
| 48 | Manoel Queiroz Faria                | PMDB   | 1º de janeiro de 2005 | 31 de dezembro de 2008  | Prefeito reeleito em sufrágio universal |                                                                     |
| 49 | Alcione Corrêa de Araújo            |        | PMDB                  | 1º de janeiro de 2009   | 31 de dezembro de 2012                  | Prefeito eleito em sufrágio universal                               |
| 50 | Gelsimar Gonzaga                    |        | PSOL                  | 1º de janeiro de 2013   | 31 de dezembro de 2016                  | Prefeito eleito em sufrágio universal                               |
| 51 | Manoel Queiroz Faria                |        | PMDB                  | 1º de janeiro de 2017   | 31 de dezembro de 2020                  | Prefeito eleito em sufrágio universal                               |
| 52 | Geyves Maia Vieira                  |        | Cidadania             | 1º de janeiro de 2021   | 7 de novembro de 2023                   | Prefeito eleito em sufrágio universal cassado pela Câmara Municipal |
| 53 | Heriberto Pereira de Oliveira       |        | Cidadania             | 8 de novembro de 2023   | 31 de dezembro de 2024                  | Vice-prefeito eleito no cargo de prefeito                           |
| 53 | Heriberto Pereira de Oliveira       | UNIÃO  | 1º de janeiro de 2025 | Atual                   | Prefeito reeleito em sufrágio universal |                                                                     |

Legenda
| Cor     | Significado                                                                |
| Laranja | intendentes                                                                |
| Rosa    | presidentes da câmara                                                      |
| Verde   | mandatários eleitos por votação direta ou indireta (pela câmara municipal) |
| Bege    | mandatários nomeados diretamente pelo Governo do Estado ou Federal         |